# Großsteingrab Stavenhagen
Das Großsteingrab Stavenhagen war eine megalithische Grabanlage der jungsteinzeitlichen Trichterbecherkultur bei Stavenhagen im Landkreis Mecklenburgische Seenplatte (Mecklenburg-Vorpommern). Es wird in zwei mittelalterlichen Urkunden von 1282 und 1283 als sepulchrum gigantis genannt und markierte die Grenze der Feldmark Stavenhagen. Es wurde in den 1830er Jahren zur Gewinnung von Baumaterial für den Straßenbau zerstört. Sein einstiger Standort wurde noch später als „Resenberg“ bezeichnet. Die Anlage besaß ein rechteckiges Hünenbett mit einer steinernen Umfassung. Über die Grabkammer liegen keine Informationen vor.